# کوهلبرگ کراویس رابرتس

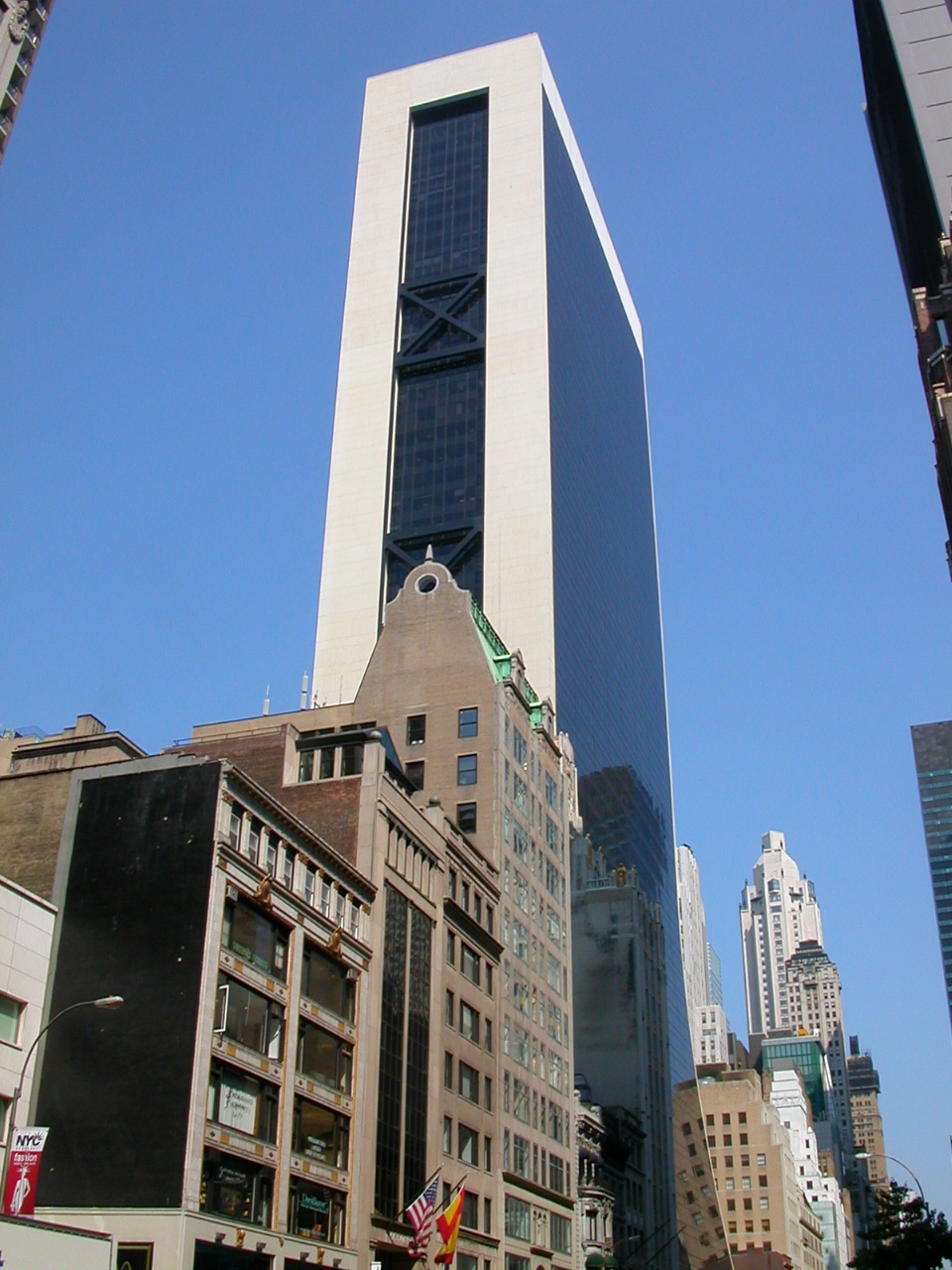
ساختمان مرکزی کوهلبرگ کراویس رابرتس، در منهتن، نیویورک

کوهلبرگ کراویس رابرتس (به انگلیسی: Kohlberg Kravis Roberts) به‌اختصار: کی‌کی‌آر شرکت خدمات مالی آمریکایی و چندملیتی است، که در زمینه مبادلات سهام و ارائه خدمات مدیریت سرمایه‌گذاری، بانکداری سرمایه‌گذاری، سرمایه‌گذاری‌های خطرپذیر، مدیریت صندوق‌های سرمایه‌گذاری و ارائه اهرم‌های مالی فعالیت می‌کند.
شرکت کوهلبرگ کراویس رابرتس در سال ۱۹۷۶ توسط ۳ نفر از کارکنان بانک بیر استیرنز بنام‌های؛ جرمی کوهلبرگ، هنری کراویس و جرج رابرتس تأسیس شد و از سال ۱۹۷۷ تاکنون در بیش از ۱۶۰ شرکت مختلف سرمایه‌گذاری کرده است، که دارایی تحت مدیریت آن در سال ۲۰۲۴ بالغ بر ۶۳۷ میلیارد دلار برآورد می‌شود.
دفتر مرکزی این شرکت در منهتن، نیویورک قرار دارد و دارای ۱۳ دفتر بین‌المللی در ۹ کشور می‌باشد. بخشی از سهام شرکت کی‌کی‌آر NYSE: KKR در بازار بورس نیویورک معامله می‌شود.